# Collabium chinense
Collabium chinense là một loài thực vật có hoa trong họ Lan. Loài này được (Rolfe) Tang & F.T.Wang mô tả khoa học đầu tiên năm 1977.